# باریفو
باریفو (به سوئدی: Bergsjö) یک منطقهٔ مسکونی در سوئد است که در بخش نورداستینگ واقع شده‌است. باریفو ۱٫۶۵ کیلومتر مربع مساحت و ۱٬۲۶۶ نفر جمعیت دارد.